# Driștie, Caraș-Severin
Driștie este un sat în comuna Șopotu Nou din județul Caraș-Severin, Banat, România.